# ルイーザ・マリア・ディ・ボルボーネ＝ドゥエ・シチリエ
ルイーザ・マリア・ディ・ボルボーネ＝ドゥエ・シチリエ（イタリア語: Luisa Maria Amelia Teresa di Borbone-Due Sicilie, 1773年7月27日 - 1802年9月19日）は、トスカーナ大公フェルディナンド3世の妃。

## 生涯
ナポリとシチリアの王フェルディナンド4世および3世（のちの両シチリア王フェルディナンド1世）と王妃マリア・カロリーナ・ダズブルゴの次女として、ナポリで生まれた。
1790年8月、父方でも母方でも従兄にあたるフェルディナンド大公と結婚した。フェルディナンドは同年、父レオポルト2世の神聖ローマ皇帝位継承に際してトスカーナ大公位を譲位されている。また、ルイーザ・マリアの姉マリア・テレーザとフェルディナンドの兄である神聖ローマ皇帝フランツ2世も同年に結婚しており、さらに1796年には弟フランチェスコ1世とフェルディナンドの妹マリア・クレメンティーネが結婚している。
1801年、ナポレオン・ボナパルトの傀儡国家エトルリア王国樹立によって、フェルディナンドは国を追われ、家族を連れウィーンへ亡命した。ルイーザ・マリアは1802年に第6子を出産後、死去した。死産した男児を腕に抱いて棺に納められ、皇室納骨堂へ埋葬された。

## 子女
- カロリーナ（1793年 - 1802年）
- フランチェスコ（1794年 - 1800年）
- レオポルド2世（1797年 - 1870年） - トスカーナ大公
- マリア・ルイーザ（1799年 - 1857年）
- マリア・テレーザ（1801年 - 1855年） - サルデーニャ王カルロ・アルベルト妃
- 男児（1802年、夭折）